# 167-я улица (линия Конкорс, Ай-эн-ди)
|   |     |     |     |   |
| · | · л | · э | · л | · |

|   |     |     |     |   |
| · | · л | · э | · л | · |

«167-я улица» (англ. 167th Street) — станция Нью-Йоркского метрополитена, расположенная на линии Конкорс, Ай-эн-ди. Станция находится в Бронксе, в округе Южный Бронкс, на пересечении Восточной 167-й улицы и Гранд-Конкорса. На станции останавливаются маршруты B (в часы пик) и D (круглосуточно, кроме часов пик в пиковом направлении). Станцию проходит без остановки маршрут D (в часы пик в пиковом направлении).
Эта станция была открыта 1 июля 1933 год в составе первой очереди IND Concourse Line. Она представлена двумя боковыми платформами, расположенными на трёхпутном участке пути. Платформами оборудованы только внешние локальные пути. Колонны на станции покрашены в жёлтый цвет. Название станции представлено как в виде стандартных чёрных табличек на колоннах, так и мозаикой на стенах. К северу от станции между путями есть съезды и дополнительный путь для отстоя поездов, ныне не используемый.
Станция имеет два выхода. Первый (основной) выход расположен в северной части платформ и работает круглосуточно. С каждой платформы лестницы ведут в мезонин над платформами, где располагается турникетный павильон. Оттуда в город ведут четыре лестницы — ко всем углам перекрёстка Восточной 167-й улицы и Гранд-Конкорса. Через этот же мезонин осуществляется переход между платформами. Второй выход расположен в южной части платформ. Эти выходы независимы друг от друга. Каждый из них представлен турникетным павильоном (полнопотстовые турникеты, работающие только на выход), расположенным на уровне платформ и лестницей. Лестница западной (на Манхэттен) платформы приводит к юго-западному углу перекрёстка Гранд-Конкорса и МакКлелан-стрит, а восточной (из Манхэттена) — к юго-восточному углу того же перекрёстка.